# Conrad de Montferrat
Conrad de Montferrat (sau Conrad I al Ierusalimului; în italiană Corrado di Monferrato; piemonteză Conrà ëd Monfrà) (n. anii 1140 – d. 28 aprilie 1192) a fost un nobil din nordul Italiei, unul dintre principalii participanți la a Treia Cruciadă. El a fost de facto rege al Ierusalimului, prin căsătoria cu Isabella de Ierusalim, începând cu 24 noiembrie 1190, dar a fost ales oficial abia în 1192, cu câteva zile înainte de a muri. Începând din 1191, Conrad a purtat titlul de marchiz de Montferrat.

## Biografie

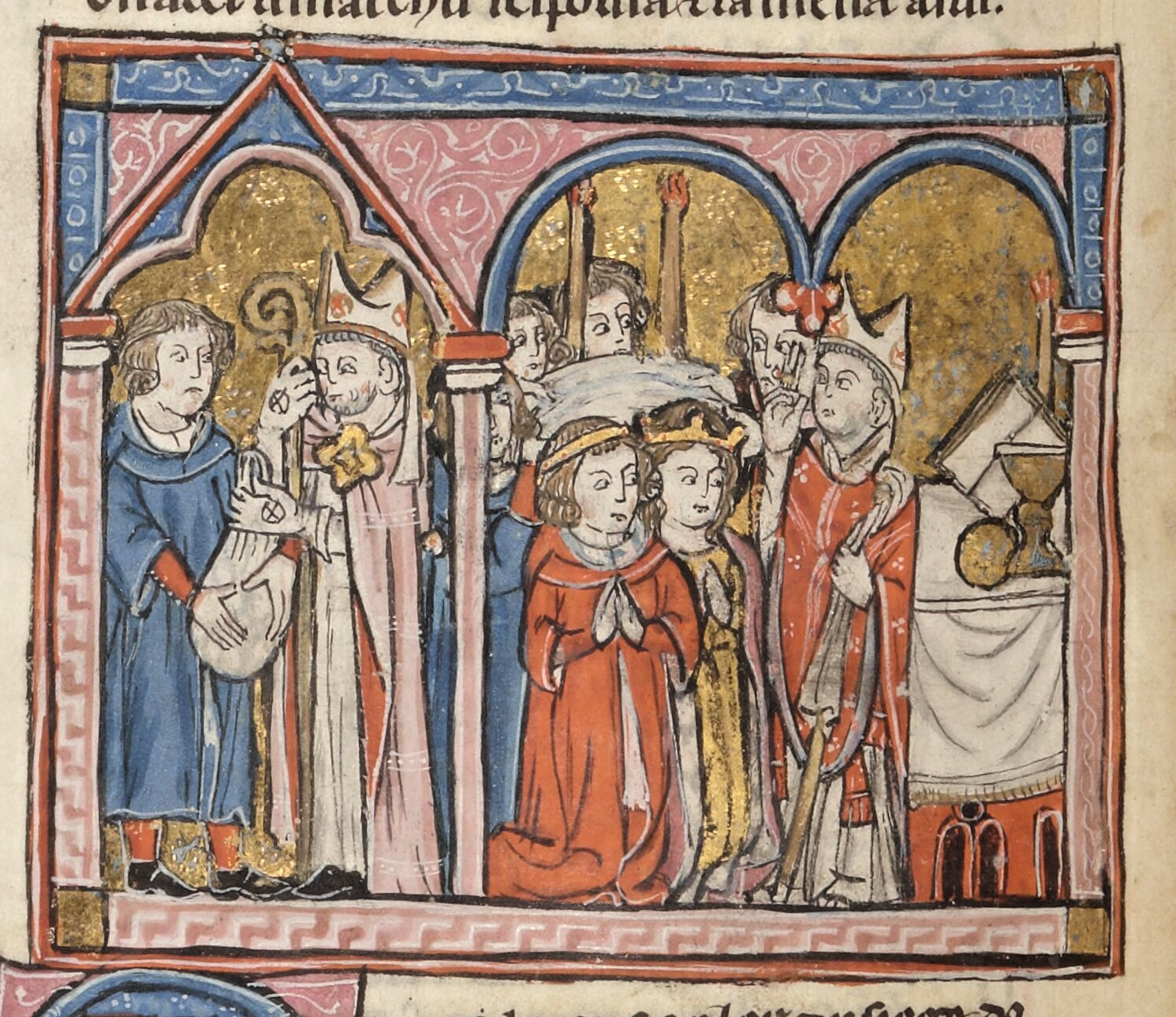
Casatoria dintre Conrad de Montferrat și Isabella de Ierusalim

Conrad a fost al doilea fiu al marchizului William al V-lea cel „Bătrân” de Montferrat și al soției sale Judith de Babenberg. A fost văr primar al lui Frederick Barbarossa, împăratul Sfântului Imperiu Roman, precum și al lui Ludovic al VII-lea al Franței și al lui Leopold al V-lea al Austriei.
Conrad de Monferrat a fost primul fiu al lui William al V-lea de Montferrat, William "Sabie Lunga" de  Montferrat, a fost căsătorit cu Sybilla, regina Ierusalimului. Acesta a murit în 1177 de malarie la Ascalon. 
Există puține informații despre tinerețea lui Conrad. Primele documente constau din fragmente sau din știri neimportante care datează din 1160. Deși confuză, există evocarea unui tratat de căsătorie între fiicele regelui englez Henric al II-lea și un fiul lui William V. În 1172, Conrad se afla în compania împăratului Frederic Barbarossa al Sfântului Imperiu Roman în timpul unui conflict municipal.  
După ce împăratul german a fost înfrânt, Conrad a luat parte la negocierile de pace, însoțind delegația Papei Alexandru al III-lea la Modena. A petrecut aproape tot anul 1176 în Toscana, iar în anul următor a primit feude și pământuri între Marturi și Poggibonsi de la sora sa, Agnes.
Conrad s-a întors împotriva împăratului, organizând o revoltă care a eșuat. A fost luat prizonier de către cancelarul Christian și a trebuit să plătească o răscumpărare grea. Din acest moment, familia lui a început să ia legătura cu familia Comnenilor ai Bizanțului.
Cu ajutorul acestora, în septembrie 1179, Conrad creează o armată mare care atacă și învinge trupele germane comandate de Christian, care este luat prizonier și încredințat fratelui lui Conrad, Bonifaciu. Planul împăratului bizantin este, fără îndoială, să-l conducă pe creștin spre Est, dar înfrângerea Antipapei Inocențiu III în 1180 și criza politicii estice din Italia au pus capăt proiectului și Christian a fost eliberat în schimbul unei răscumpărări mari.
Cu  planurile de politică externă revizuite, Conrad consideră că este mai rezonabil să se apropie de Imperiu. Îl găsim, în calitate de delegat imperial, reprezentându-l pe Frederick la Tortona în 1183.
Când nepotul său Baldwin al V-lea a devenit rege al Ierusalimului, la moartea lui Baldwin al IV-lea leprosul în 1185, William al V-lea de Montferrat a plecat în Țara Sfântă, lăsând regența fiului său Conrad. Acesta din urmă îl urmează la scurt timp, lăsându-i regența lui Montferrat în seama fratelui său Bonifaciu. Ajunge la Constantinopol în 1186.
Anunțul morții nepotului său îl determină să-și amâne călătoria în Țara Sfântă și acesta se stabilește la Constantinopol, primește o comandă militară de la împăratul bizantin, Isaac II Angelos, care îl căsătorește și cu sora sa Theodora. Conduce trupele care au pus capăt revoltei generalului Alexis Branas. De asemenea, ar fi fost  numit Caesar al Imperiului. Implicat într-o crimă, a părăsit în secret Constantinopolul în mai sau iunie 1187, și pleacă spre Acra, abandonându-și astfel soția.
Corabia sa a ajuns la Saint-Jean-d'Acre pe 13 iulie 1187, dar și-a dat seama înainte ca corabia  să intre în port că Acra era  în mâinile musulmanilor. Într-adevăr, Saladin tocmai a zdrobit armata francilor la Hattin și se angajează să ia orașele de coastă unul după altul. Conrad se duce apoi la Tir și debarcă acolo în timpul negocierilor de predare a orașului. Prezența sa ridică moralul francilor, care au pus capăt discuțiilor. Conrad ia apărarea orașului și îl apără împotriva lui Saladin, refuzând chiar să o schimbe pentru viața propriului său tată, care se află printre prizonierii bătăliei de la Hattin. Observând absența rezultatului, Saladin ridică asediul orașului la 2 ianuarie 1188.
În iulie 1188, Saladin îl eliberează pe Guy de Lusignan, sperând că mediocritatea acestuia din urmă va neutraliza inteligența și vitejia lui Conrad. Dar acesta din urmă nu cade în capcană și îi refuză accesul lui Guy la Tyr. Devenit rege fără pământ, Guy începe să asedieze Acra , care este luat la 12 iulie 1191 după un asediu de 22 de luni și sosirea celei de-a treia cruciade, condusă de Philippe Auguste și Richard Inimă de Leu. Lăsând deoparte antagonismul său față de Guy de Lusignan, Conrad nu ezită să le dea o mână de ajutor. Dar, în același timp, își asigură drepturile la tron prin căsătoria cu Isabela din Ierusalim  pe 24 noiembrie 1190, în timp ce Guy de Lusignan, care a fost rege al Ierusalimului prin căsătoria sa cu Sibila Ierusalimului, ajunge văduv.
Pe  12 iulie se  cearta  cu  Guy de Lusignan, susținut  de Richard Inima de Leu și câțiva baroni. Conrad de Montferrat era susținut de Philippe Auguste și majoritatea baronilor din Țara Sfântă. La 27 și 28 iulie 1191 are loc o adunare de baroni și prelați ai regatului Ierusalimului care decid că Guy de Lusignan rămâne rege, dar nu poate transmite în niciun caz regatul moștenitorilor săi. Conrad de Montferrat este desemnat moștenitorul regatului.
Philippe Auguste s-a întors în Franța, lăsând un contingent condus de Hugues III de Burgundia și Richard a urmărit cucerirea coastei, dar ezitarea lui l-a împiedicat să recupereze Ierusalimul. El întreprinde negocieri cu Saladin și Conrad, pentru a nu rămâne pe margine negociază și cu Saladin. În februarie 1192 , partizanii genovezi au încercat să preia  Acre, deținut de partizanii din Lusignan, dar nu au reușit. Dar din ce în ce mai mulți baroni cruciați s-au alăturat taberei lui Conrad, iar în 1192 regele Richard a fost nevoit să-l recunoască pe Conrad de Montferrat drept rege al Ierusalimului,  oferindu-i  insula Ciprului lui Guy de Lusignan drept despăgubire.
Curând după aceea, la 28 aprilie 1192, Conrad este ucis de doi ismailieni. Potrivit unora, Saladin ar fi fost autorul asasinatului, dar alte teorii susțin că era liderul Nizari. Fiica lui Conrad, Marie de Montferrat, s-a născut   în vara anului 1192. Pentru a nu părăsi regatul fără un rege, văduva sa însărcinată Isabelle se recăsătorește pe 2 mai 1192 cu Henric al II-lea de Champagne.